# Torremocha de Jiloca
Torremocha de Jiloca est une commune d’Espagne, dans la province de Teruel, communauté autonome d'Aragon comarque de Teruel. En 2022, elle comptait 106 habitants sur une superficie de 33,86 km2.